# Rüdiger Safranski

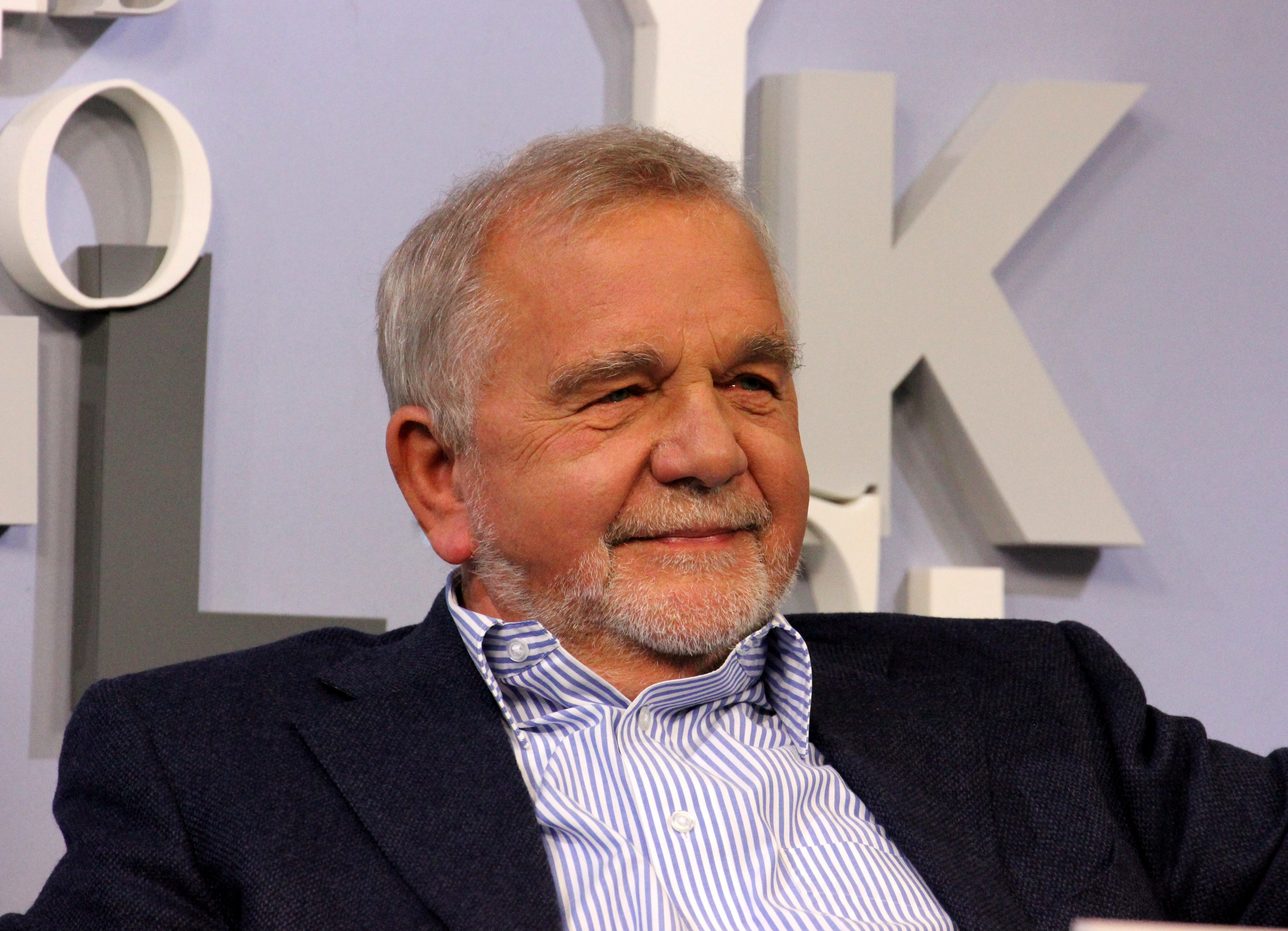
Rüdiger Safranski auf der Frankfurter Buchmesse 2015

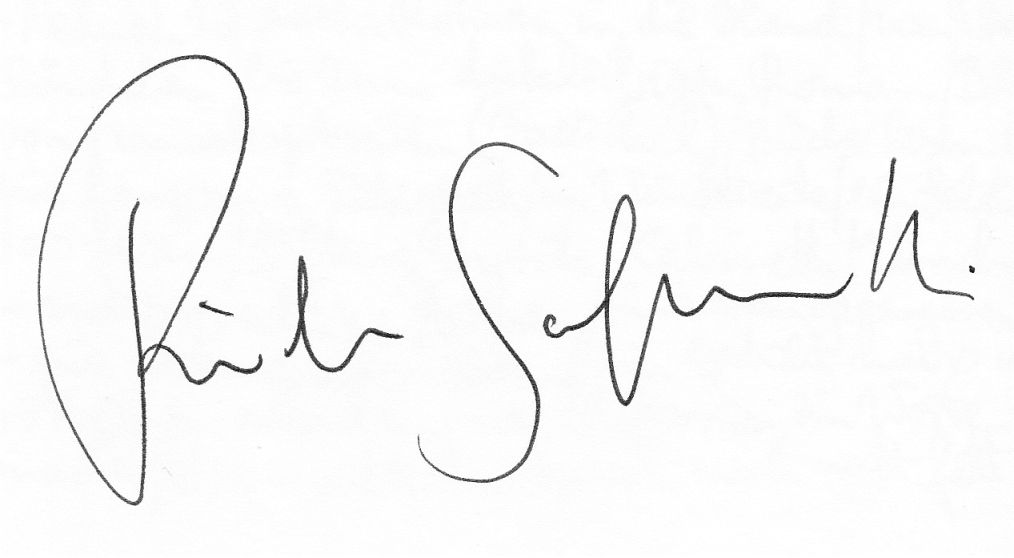
Signatur von Rüdiger Safranski

Rüdiger Safranski (* 1. Januar 1945 in Rottweil) ist ein deutscher Literaturwissenschaftler, Philosoph und Schriftsteller.

## Leben und Wirken
Safranskis Eltern stammten aus Ostpreußen, seine Mutter floh mit ihm schwanger aus Königsberg, kurz bevor die große Flüchtlingswelle aus den Ostgebieten und die Zerstörung der Stadt begann. Er wuchs unter dem prägenden Einfluss seiner pietistischen Großmutter auf. Seine Eltern waren zwar konfessionslos, bildeten aber, da sie wegen Berufstätigkeit meist abwesend waren, ein so geringes Gegengewicht, dass Safranski nach dem Besuch des humanistischen Gymnasiums in Rottweil Theologie studieren wollte. Nach dem pflichtgemäß vorher absolvierten diakonischen Halbjahr entschied er sich jedoch dagegen. Er studierte stattdessen ab 1965 Philosophie (unter anderem bei Theodor W. Adorno), Germanistik, Geschichte und Kunstgeschichte an der Goethe-Universität Frankfurt am Main und der Freien Universität Berlin. 1970 gehörte er zu den Gründungsmitgliedern der maoistisch orientierten Kommunistischen Partei Deutschlands/Aufbauorganisation (KPD/AO). An der Freien Universität Berlin arbeitete er von 1972 bis 1977 als wissenschaftlicher Assistent im Fachbereich Germanistik und promovierte 1976 mit der Arbeit Studien zur Entwicklung der Arbeiterliteratur in der Bundesrepublik.

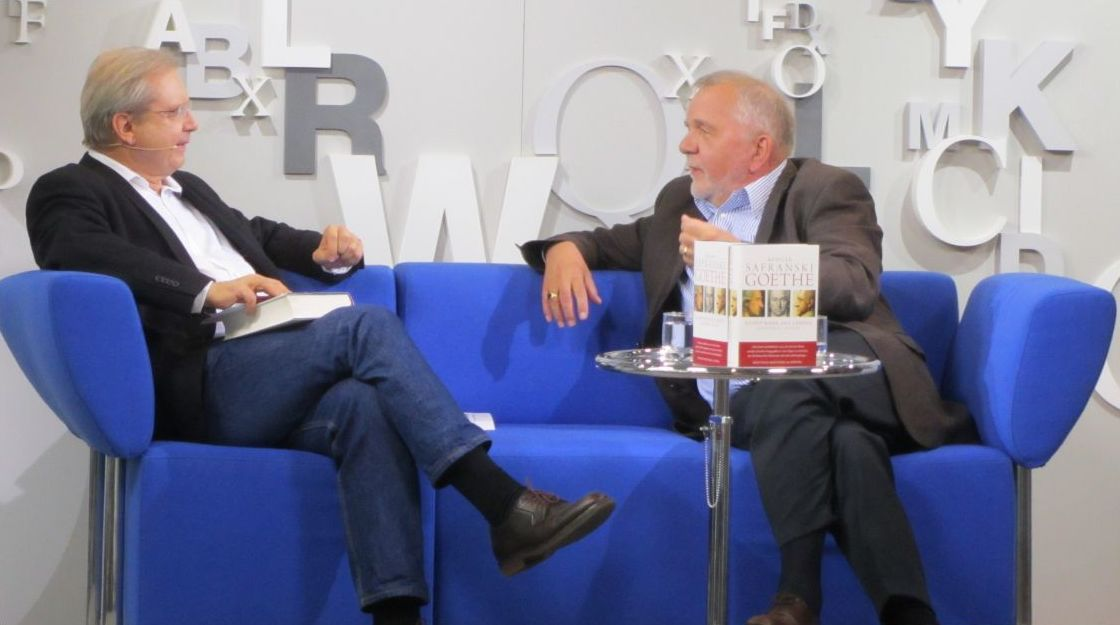
Rüdiger Safranski (re.) auf dem Blauen Sofa der Frankfurter Buchmesse 2013

Ab dem ersten Heft vom November 1976 arbeitete Safranski als Ständiger Mitarbeiter und ab dem zehnten Heft vom Februar 1979 als Mitherausgeber und Redakteur der Berliner Hefte : Zeitschrift für Kultur und Politik. Von 1977 bis 1982 wirkte er als Dozent in der Erwachsenenbildung und ließ sich 1987 als freier Schriftsteller in Berlin nieder. Er wurde vor allem durch Monografien zu Friedrich Schiller, E. T. A. Hoffmann, Arthur Schopenhauer, Friedrich Nietzsche, Johann Wolfgang von Goethe und Martin Heidegger bekannt. Er ist seit 1994 Mitglied des PEN-Zentrums Deutschland und seit 2001 Mitglied der Deutschen Akademie für Sprache und Dichtung in Darmstadt. Von 2002 bis 2012 moderierte er zusammen mit Peter Sloterdijk das Philosophische Quartett im ZDF. Der Akademische Senat der Freien Universität Berlin bestellte Rüdiger Safranski im Sommer 2012 zum Honorarprofessor am Fachbereich Philosophie und Geisteswissenschaften.
Von September 2012 bis Mai 2014 nahm Safranski gemeinsam mit Elke Heidenreich und Hildegard Elisabeth Keller an der Sendung Literaturclub des Schweizer Fernsehens teil, die von Stefan Zweifel moderiert wurde. 2015 wurde er eingeladen, die Festrede zur Eröffnung der Salzburger Festspiele zu halten.
Safranski distanzierte sich Ende 2015 von der deutschen Flüchtlingspolitik und insbesondere der „Begrüßungskultur“, die „nur eine Weile lang Spaß“ mache. Er sprach von „bald mehrere[n] Millionen“ Flüchtlingen und erklärte, dass die nächste Flüchtlingswelle aus Afghanistan bereits anrolle. Gegenüber der Welt äußerte er: „Die Politik hat die Entscheidung getroffen, Deutschland zu fluten“. Der Publizist Georg Seeßlen warf ihm – sowie Peter Sloterdijk – daraufhin vor, einen antimodernen Diskurs der politischen Rechten aufzugreifen und dazu beizutragen, dass eine vernunftgeleitete Diskussion nicht mehr möglich sei. Sexuell interpretierbare Metaphern innerhalb der Diskussion um Flüchtlinge, beispielsweise die der „Flut“, seien hinreichend analysiert worden und Safranski könne hier keine Unkenntnis unterstellt werden.
Im Jahr 2005 heirateten  Safranski und seine langjährige Lebensgefährtin Gisela Nicklaus. Seit 2009 lebt er in Badenweiler.

## Publikationen (Auswahl)
- Studien zur Entwicklung der Arbeiterliteratur in der Bundesrepublik. Berlin 1977, DNB 780724062 (Dissertation FU Berlin, Fachbereich 16 - Germanistik, 1976, 307 Seiten).
- E.T.A. Hoffmann. Das Leben eines skeptischen Phantasten. Hanser, München u. a. 1984, ISBN 3-446-13822-6.
- Schopenhauer und die wilden Jahre der Philosophie. Eine Biographie. 2. Aufl. Hanser, München u. a. 1988, ISBN 3-446-14490-0.
- Wieviel Wahrheit braucht der Mensch? Über das Denkbare und das Lebbare. Hanser, München u. a. 1990, ISBN 3-446-16045-0.
- Ein Meister aus Deutschland. Heidegger und seine Zeit. Hanser, München u. a. 1994, ISBN 3-446-17874-0.
- Das Böse oder Das Drama der Freiheit. Hanser, München 1997, ISBN 3-446-18767-7.[12]
- Nietzsche. Biographie seines Denkens. Hanser, München u. a. 2000, ISBN 3-446-19938-1.[13]
- Wieviel Globalisierung verträgt der Mensch? Hanser, München u. a. 2003, ISBN 3-446-20261-7.
- Schiller oder Die Erfindung des Deutschen Idealismus. Hanser, München u. a. 2004, ISBN 3-446-20548-9.[14]
  - als Hörbuch (gekürzte Autoren-Lesung) mit Rüdiger Safranski als Sprecher. Random House Audio, München 2013.
- Schiller als Philosoph – Eine Anthologie. wjs-Verlag, Berlin 2005, ISBN 3-937989-08-0.
- Romantik. Eine deutsche Affäre. Hanser, München u. a. 2007, ISBN 978-3-446-20944-2.
- Goethe und Schiller. Geschichte einer Freundschaft. Hanser, München u. a. 2009, ISBN 978-3-446-23326-3.
- Goethe. Kunstwerk des Lebens. Biografie. Hanser, München. 2013. ISBN 978-3-446-23581-6; Fischer Taschenbuch, Frankfurt am Main 2015, ISBN 978-3-596-19838-2. (Platz 1 der Spiegel-Bestsellerliste vom 9. bis zum 29. September 2013)
  - als Hörbuch (gekürzte, autorisierte Lesung mit Rüdiger Safranski und Frank Arnold als Sprecher). Random House Audio, München 2013, ISBN 978-3-8371-2320-3.
- Zeit, was sie mit uns macht und was wir aus ihr machen. Hanser, München 2015, ISBN 978-3-446-23653-0.
- Der Weg aus der Festung. Reflexion zum Text der Kantate Er rufet seinen Schafen mit Namen von Johann Sebastian Bach. J. S. Bach-Stiftung, 2015.
  - auf DVD: Johann Sebastian Bach: Er rufet seinen Schafen mit Namen. Kantate BWV 175. Mirjam Berli (Sopran), Marianne Beate Kielland (Alt), Georg Poplutz (Tenor), Dominik Wörner (Bass), Chor und Orchester der J. S. Bach-Stiftung, Rudolf Lutz (Leitung). Samt Einführungsworkshop sowie Reflexion von Rüdiger Safranski. Gallus Media, 2016.[15]
- Hölderlin. Komm! ins Offene, Freund! Biographie, Hanser, München 2019, ISBN 978-3-446-26408-3.
- Einzeln sein. Eine philosophische Herausforderung. Hanser, München 2021, ISBN 978-3-446-25671-2.
- Kafka. Um sein Leben schreiben. Hanser, Berlin 2024, ISBN 978-3-446-27972-8.
- Wo Ernst war, soll Spiel werden. AQUINarte, Kassel 2025, ISBN 978-3-933332-25-7.

## Interviews
- Peter Voß: „Sind wir Deutsche hoffnungslose Romantiker, Herr Safranski?“ Interview auf 3sat, 12. Oktober 2007, Hörfassung auf SWR2, 20. Oktober 2007
- Max Lorenzen: Philosophie macht die Welt geräumig. Gespräch mit Rüdiger Safranski (Memento vom 4. November 2013 im Internet Archive), Marburger Forum, 4. November 2013
- Judith Hecht: Safranski: „Den politischen Islam will ich nicht bei uns haben.“ Interview in: Die Presse, 20. März 2016
- René Scheu: Safranski: „Die Angst vor dem politischen Islam ist da, doch singt man laut im Walde.“ Interview in: Neue Zürcher Zeitung, 6. Mai 2017
- Joachim Scholl: Rolf Peter Sieferle und sein „Finis Germania“ – Eine „fahrlässige und hysterische“ Debatte. Interview in: Deutschlandfunk Kultur, 25. Juni 2017
- Sebastian Hammelehle: „Es gibt keine Pflicht zur Fremdenfreundlichkeit“. SPIEGEL-Gespräch mit dem Philosophen Rüdiger Safranski über die Frage, ob Rechte und Linke noch miteinander reden können. In: Der Spiegel. 12/2018 vom 17. März 2018, S. 116–119; Zusammenfassung: Safranski beklagt „inflationäres Geschwätz von Islamophobie“, In: Die Welt, 17. März 2018.
- Rüdiger Safranski: Klassiker! Ein Gespräch über die Literatur und das Leben mit Michael Krüger und Martin Meyer. Carl Hanser Verlag, München 2019.
- Rico Bandle: «Kein Wunder, wenn es knirscht in der Gesellschaft». In: Neue Zürcher Zeitung, 22. Juli 2025.

## Auszeichnungen
- 1995: Friedrich-Märker-Preis für Essayisten
- 1996: Wilhelm-Heinse-Medaille der Mainzer Akademie der Wissenschaften und der Literatur
- 1998: Ernst-Robert-Curtius-Preis für Essayistik
- 2000: Friedrich-Nietzsche-Preis des Landes Sachsen-Anhalt
- 2003: Premio Internazionale Federico Nietzsche der italienischen Nietzsche-Gesellschaft
- 2005: Preis der Leipziger Buchmesse in der Kategorie Sachbuch/Essayistik für Schiller oder Die Erfindung des Deutschen Idealismus
- 2006: Friedrich-Hölderlin-Preis der Stadt Bad Homburg; Welt-Literaturpreis
- 2009: Corine – Internationaler Buchpreis, Ehrenpreis des Bayerischen Ministerpräsidenten für sein Lebenswerk
- 2009: Verdienstkreuz 1. Klasse der Bundesrepublik Deutschland
- 2010: Pfeifenraucher des Jahres, Ehrenpreis der Tabakindustrie
- 2010: Paul-Watzlawick-Ehrenring[16]
- 2011: Oberschwäbischer Kunstpreis
- 2011: Allgäu-Preis für Philosophie
- 2013: Stern des Jahres der Münchener Abendzeitung in der Kategorie „Sachbuch“[17]
- 2014: Preis der Josef-Pieper-Stiftung
- 2014: Literaturpreis der Konrad-Adenauer-Stiftung
- 2014: Thomas-Mann-Preis
- 2017: Ludwig-Börne-Preis
- 2017: E.T.A. Hoffmann-Medaille der E.T.A. Hoffmann-Gesellschaft[18]
- 2018: Deutscher Nationalpreis[19]
- 2023: Preis der Internationalen Hermann Hesse Gesellschaft